# Yasuhiro Fukuda
Yasuhiro Fukuda (født 13. marts 1992) er en japansk tidligere professionel fodboldspiller.
Han har spillet for flere forskellige klubber i sin karriere, herunder FC Ryukyu.